# Kliedbruch

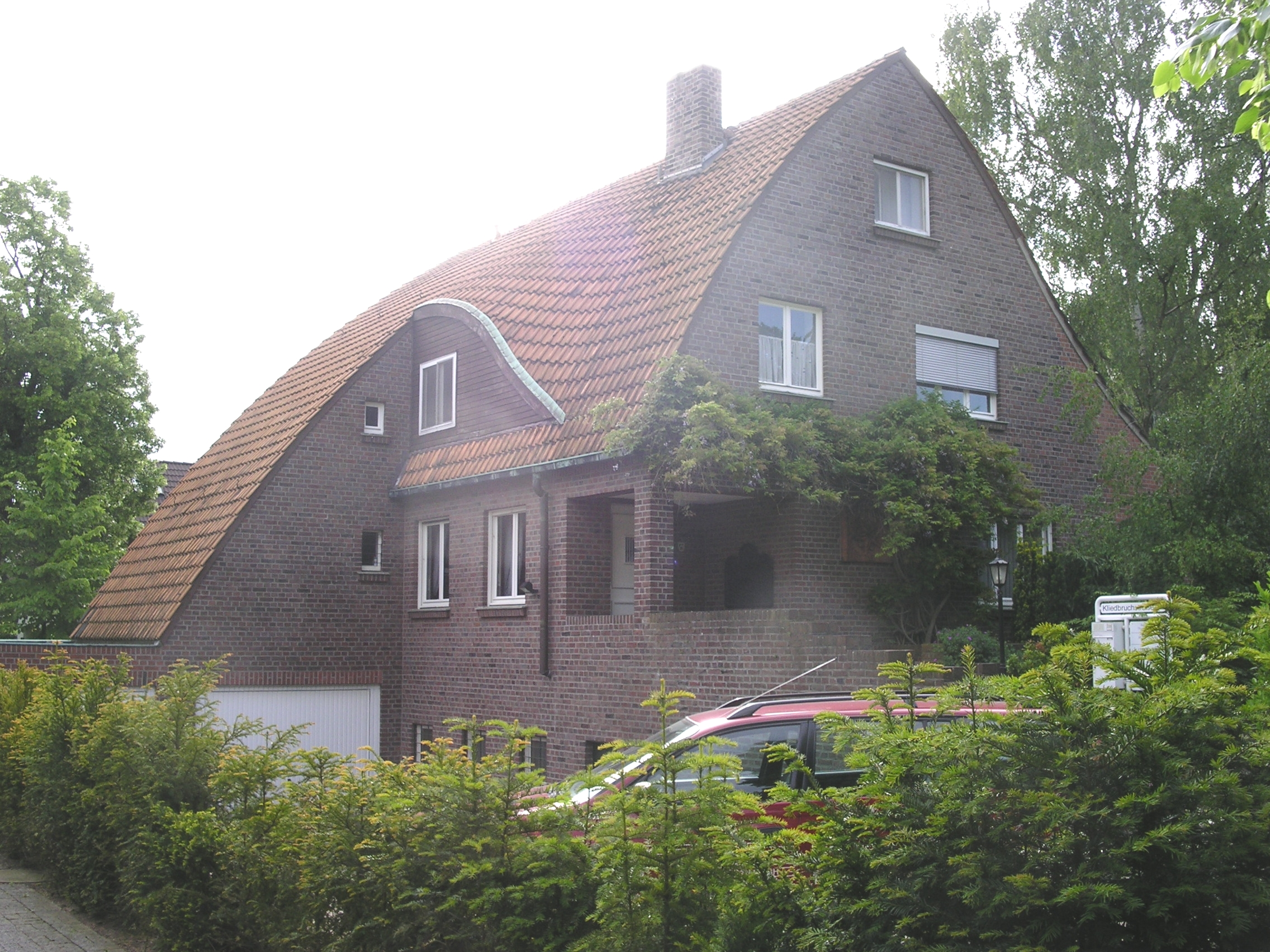
Poelzig-Haus, expressionistische Backsteinvilla, erbaut 1929–1931 von Hans Poelzig

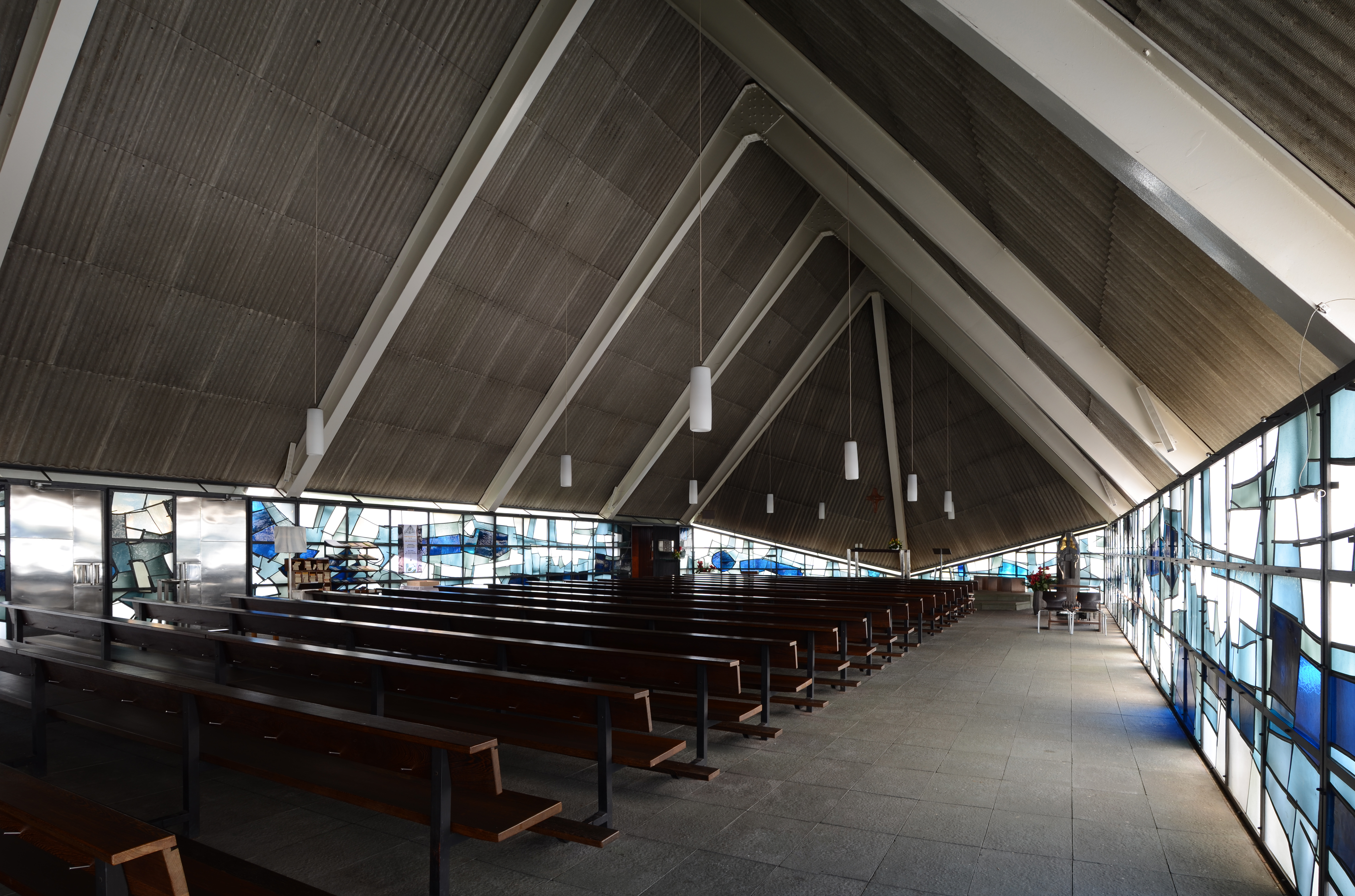
Innenraum der Kirche St. Hubertus

Kliedbruch ist ein statistischer Bezirk in Krefeld, welcher zusammen mit dem Inrath den Stadtteil Inrath/Kliedbruch bildet und heute zu den Wohnbezirken der Stadt zählt. Das Gesicht des Ortsteils prägen zahlreiche Häuser des Krefelder Architekten Karl Buschhüter und dessen Schüler Friedrich Kühnen.  
Das Kliedbruch, heute ein trockengelegtes Bruchgebiet, war eine Allmende zwischen der früheren Krefelder Honschaft Inrath und Bockum. Der Sumpf war durchzogen von Deichen, den so genannten Dyks.    
Obwohl er von zwei stark frequentierten Verkehrsadern, dem Nassauer Ring und der Moerser Straße, durchschnitten wird, erklärt sich seine hohe Wohnqualität aus einer Reihe besonderer Vorzüge, z. B. seine Lage zwischen dem Stadtwald im Osten und den Bruchwiesen im Nordwesten.
1879 wurde das große Holzschiff des einst berühmten schwimmenden Rheinzirkus´ im Duisburger Hafen versteigert. Der Architekt Jakob Kühnen aus Uerdingen erwarb es, ließ es in den dortigen Hafen schleppen und baute damit um 1880 einen Bauernhof im nahen Kliedbruch auf. Das Anwesen hieß im Volksmund „Kühnen Zirkus“. Es wurde im Juni 1943 bei einem Bombenangriff zerstört und die Eigentümer kamen um. Mit ihm verschwanden die letzten Reste des schwimmenden Rheinzirkus, die dort verbaut waren.